# Jusi-Auf dem Berg
Jusi-Auf dem Berg ist ein Naturschutzgebiet (NSG-Nummer 1.192) im Gebiet der Gemeinde Kohlberg und der Stadt Neuffen im baden-württembergischen Landkreis Esslingen. Mit Verordnung  vom 28. Dezember 1992 hat das Regierungspräsidium Stuttgart das Gebiet unter Naturschutz gestellt.

## Lage

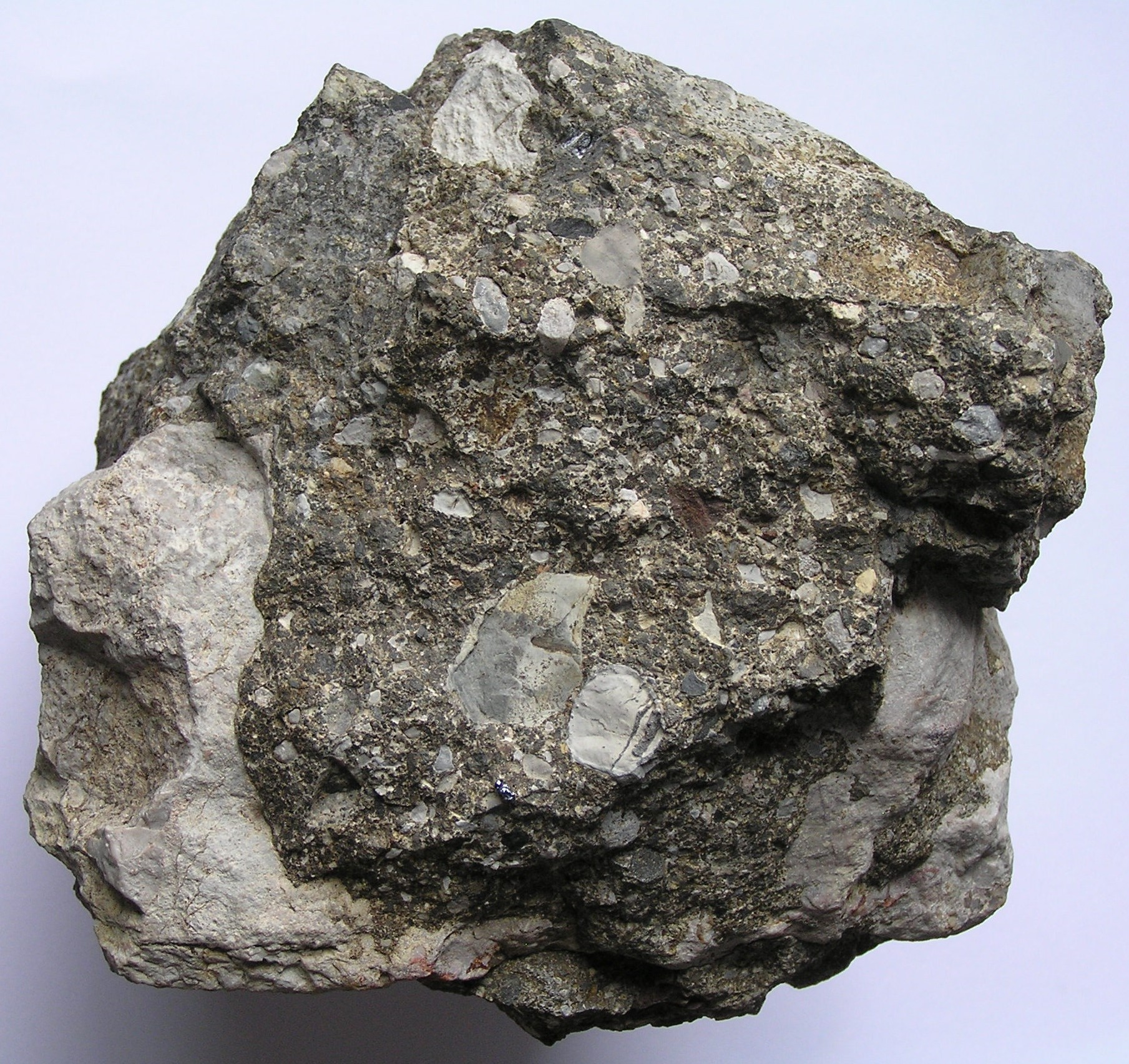
Typischer Tuffit vom Jusi.

Der Jusi bildet den Abschluss eines schmalen Höhenrückens, dem Sommerberg, der sich von der Albhochfläche ausgehend in nordwestlicher Richtung ins Albvorland erstreckt und aus vulkanischem Tuffit aufgebaut wird. Dieser Höhenrücken trennt das Ermstal im Süden vom Steinachtal im Norden. Das 48,9 Hektar große Naturschutzgebiet liegt südlich von Kohlberg und östlich des Neuffener Stadtteils Kappishäusern. Der Jusi liegt im Naturraum 101 Mittleres Albvorland innerhalb der naturräumlichen Haupteinheit 10 – Schwäbisches Keuper-Lias-Land. Er ist sowohl Teil des 3.595 Hektar großen FFH-Gebiets Nr. 7422-311 Alb zwischen Jusi und Teck, als auch des Vogelschutzgebiets Nr. 7323-441 Vorland der mittleren Schwäbischen Alb, das eine Größe von 17.003 Hektar hat. Das Naturschutzgebiet wird ergänzt durch das Landschaftsschutzgebiet Nr. 1.16.064 Albtrauf Kohlberg.

## Schutzzweck

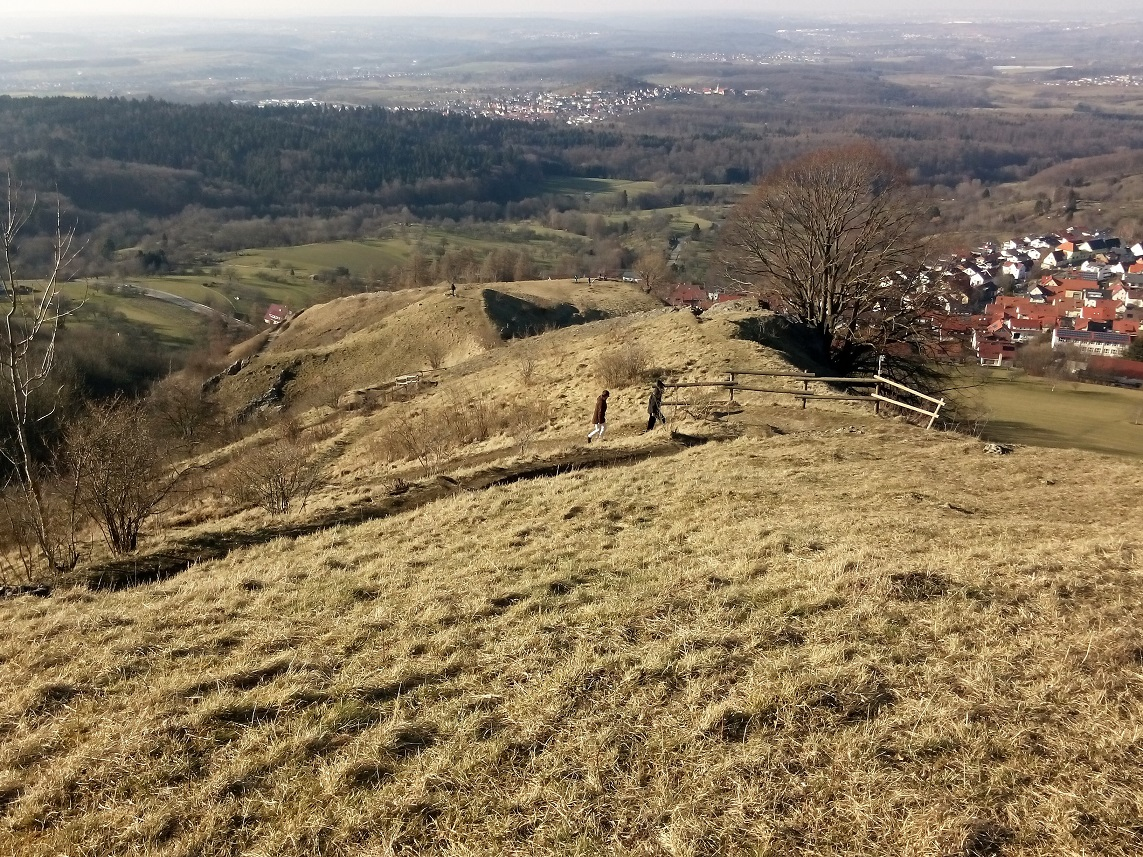
Jusi Aufstieg. Rechts Kohlberg

Die Schutzwürdigkeit des Jusi ergibt sich u. a. aus seiner besonderen geologischen Ausstattung, seinem landschaftsprägenden Gesamtbild sowie seiner kulturhistorischen Bedeutung. Es handelt sich um eine vielfältig strukturierte, durch Vulkanismus geprägte Landschaft mit Heideflächen, Gebüschen, Hecken, Streuobstwiesen, extensiven, artenreichen Wiesen, naturnahen Laubwäldern und wärmeliebenden Waldsäumen.  Diese hohe Wertigkeit als Lebensraum für zahlreiche, zum Teil stark gefährdete, Pflanzen und Tiere und der hohen Strukturreichtum begründet die Schutzwürdigkeit des Jusi im Wesentlichen.